# Nie kupisz miłości
Nie kupisz miłości – amerykańska komedia romantyczna z 1987 roku.

## Treść
Ronald Miller, niezbyt popularny wśród rówieśników, uczeń liceum namawia piękną czirliderkę Cindy Mancini by udawała przez jakiś czas jego dziewczynę. Liczy na to, że poprawi to jego popularności w szkole.

## Obsada
- Patrick Dempsey - Ronald Miller
- Amanda Peterson - Cindy Mancini
- Courtney Gains - Kenneth Wurman
- Seth Green - Chuck Miller
- Sharon Farrell - pani Mancini
- Tina Caspary - Barbara
- Darcy DeMoss - Patty
- Cort McCown - Quint
- Eric Bruskotter - Big John
- Gerardo Mejía - Ricky
- Dennis Dugan - David Miller
- Cloyce Morrow - Judy Miller
- Devin DeVasquez - Iris
- Ami Dolenz - Fran